# Université brandebourgeoise de Francfort

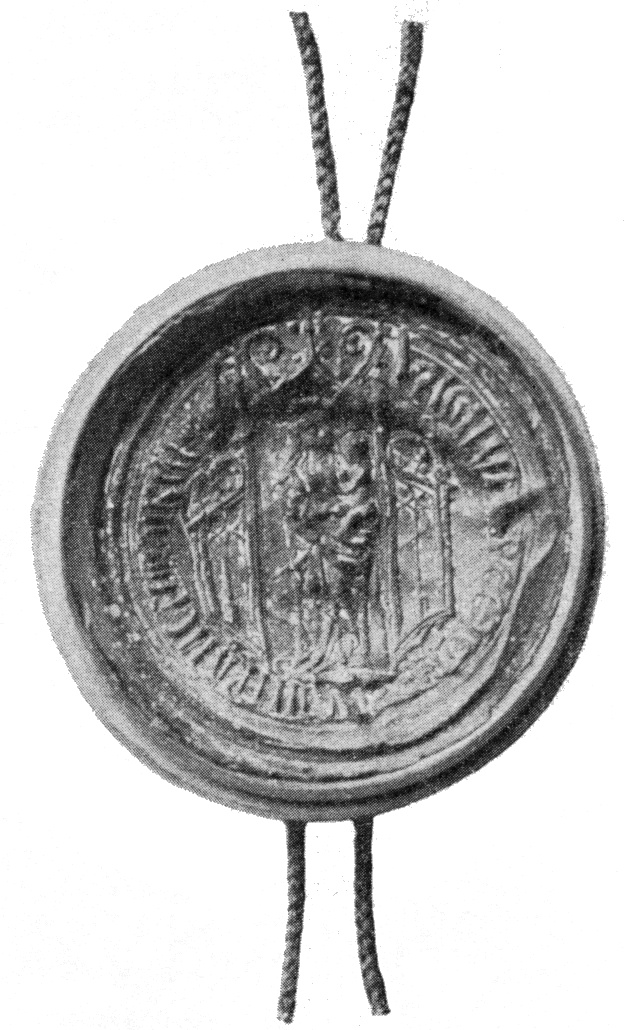
Sceau de l'université

L'université brandebourgeoise de Francfort (en allemand : Brandenburgische Universität Frankfurt) ou Alma Mater Viadrina fut la première université dans la marche de Brandebourg. Elle a été fondée en 1506 à Francfort-sur-l'Oder et a cessé d'exister en 1811, lorsqu'elle fut dissoute et intégrée dans l'üniversité royale de Breslau (Leopoldina). Pendant les années de peste, en 1613, 1625, 1626 et 1656, le siège a été temporairement transféré dans la ville de Fürstenwalde.
La nouvelle université européenne Viadrina de Francfort-sur-l’Oder a été fondée en 1991.

## Fondation
En 1498 déjà, le pape Alexandre VI délivre l'acte de fondation d'une université à Francfort-sur-l’Oder. Le pape Jules II approuve à l'avance le 15 mars 1506 la création de l'Alma Mater Viadrina qui a lieu par l'électeur Joachim Nestor de Brandebourg le 26 avril 1506. C'est la première université du Brandebourg. 
Quatre facultés sont érigées, celle de théologie, celle de droit, celle de médecine et celle de philosophie. Il y a déjà neuf cents étudiants inscrits la première année, venant de différents États de Germanie, de Pologne, de Suède et du Danemark. La ville de Francfort-sur-l'Oder ne comptait alors que cinq mille habitants environ.
Très rapidement, le luthéranisme se répand et de même qu'à l'université de Königsberg (fondée en 1544 dans le duché de Prusse) l'orthodoxie luthérienne finit par triompher. Tous les biens immobiliers de la chartreuse de Francfort-sur-l'Oder lui sont dévolus en 1540. Frédéric-Guillaume Ier de Brandebourg fonde dans la partie occidentale de ses possessions (le duché de Clèves) l'université de Duisbourg en 1655; elle devient un foyer de l'Église réformée.

## Nom
Le mot Viadrina vient du latin et signifie « de l'Oder » (Viadrus en latin, bien que cela soit contesté). On suppose que ce mot a été forgé en néo-latin par un professeur de Francfort, Jodocus Willich. On trouve ce mot dans la vue de Francfort de la Cosmographie de Sebastian Münster publiée en 1550. La gravure de 1543 est la première représentation de la ville de Francfort; déjà on retrouve la mention en 1482 du fleuve sous le nom de Viadrus fl. dans la carte de la Germania Magna élaborée par le « Ptolémée d'Ulm »,.

## Collège universitaire

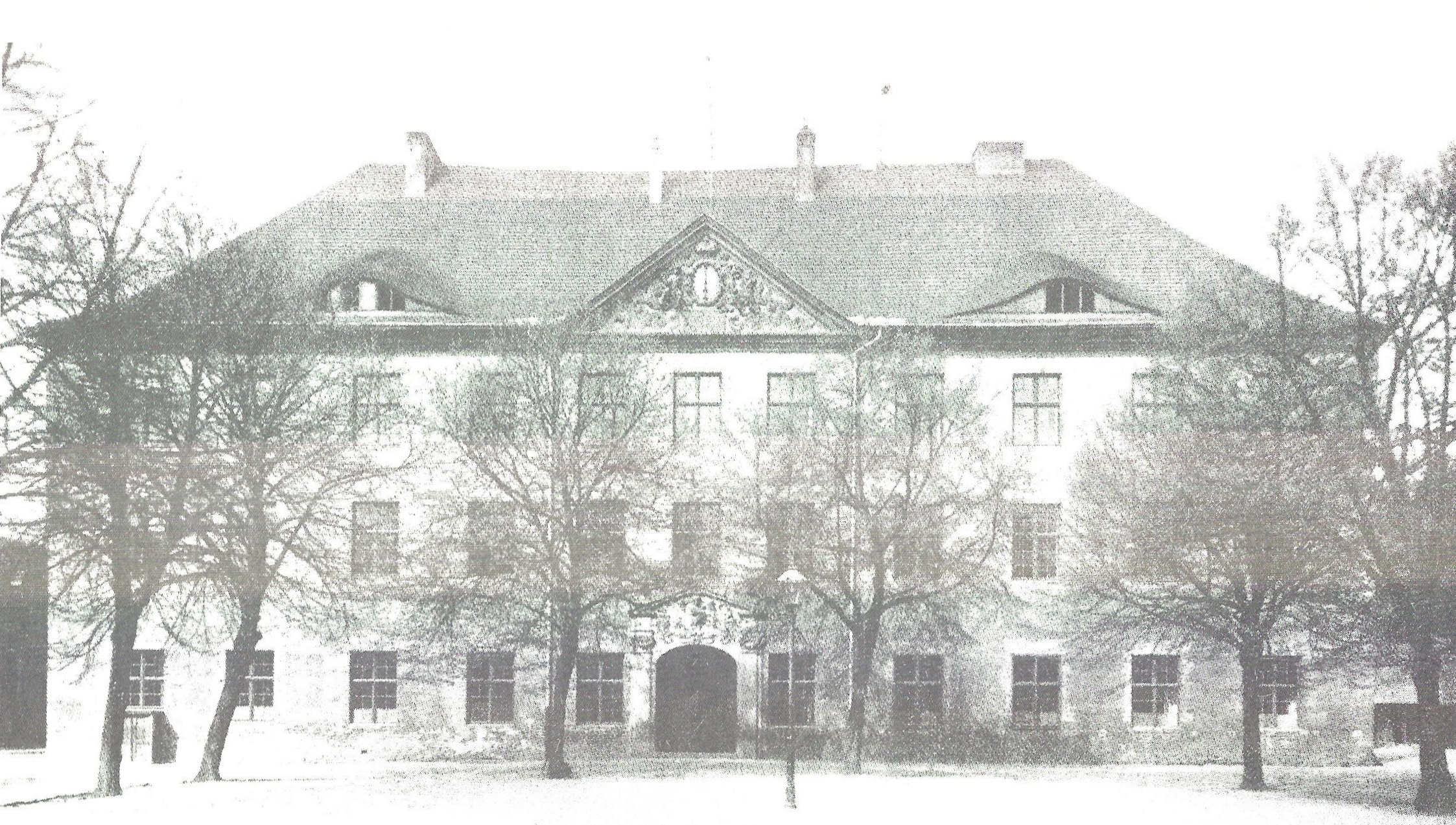
Collège universitaire de 1694 (photographie de 1911)

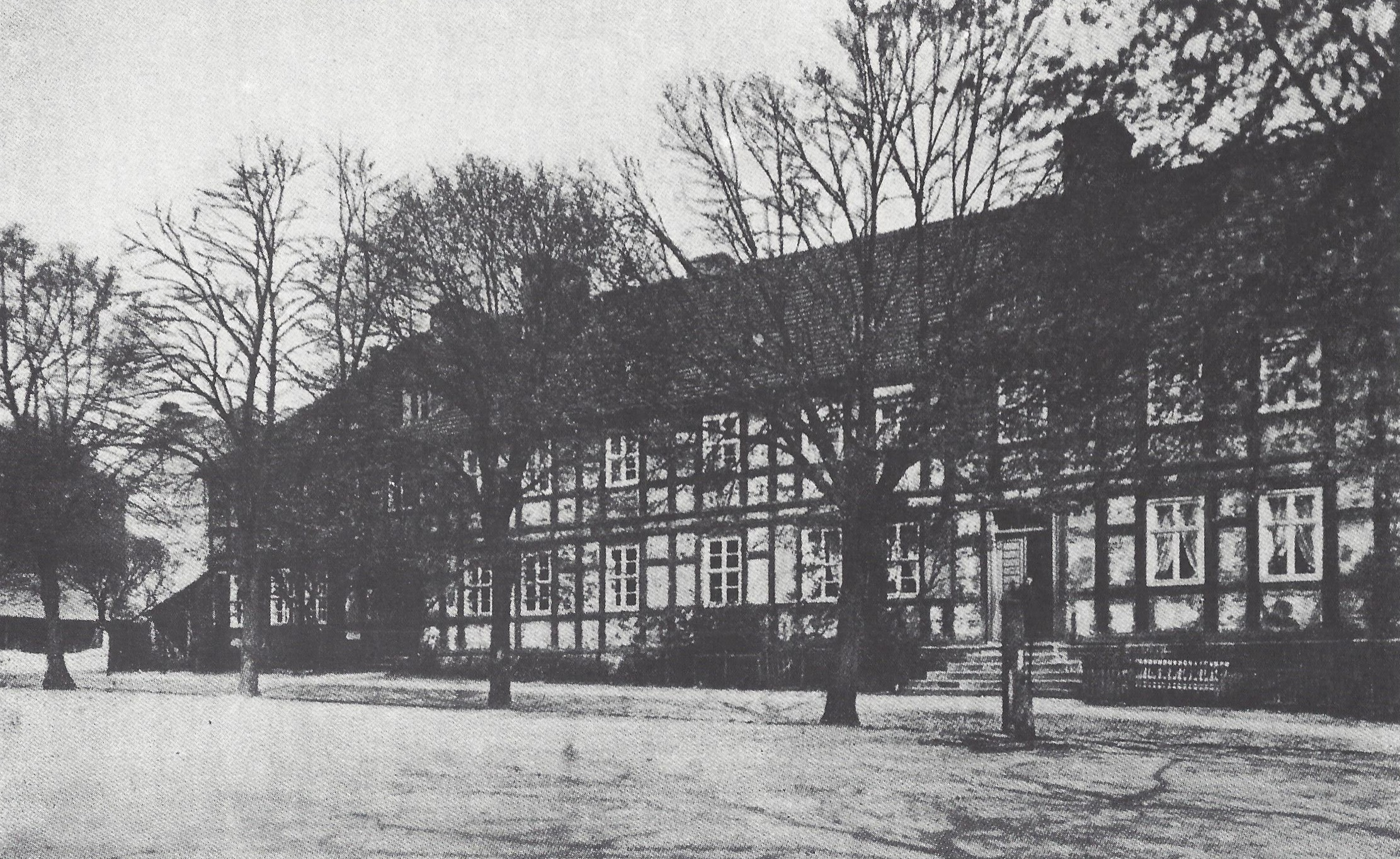
Logements universitaires

En 1498, le pape Alexandre VI publie une lettre de fondation d'une université dont la construction est prévue à la place d'une synagogue détruite par la population locale. Le maître d'œuvre est un certain Stephan Hundertmarks, futur bourgmestre. Elle est financée par les édiles de la ville. Un bâtiment à deux étages est construit en 1507 et à la fierté de la ville il bénéficie d'une conduite d'eau en 1511. Douze maîtres (magister artium) enseignent dans deux salles d'auditorium. La bibliothèque est installée au dernier étage sous les toits grâce à un héritage en 1516 des livres du défunt Siegfried Uttensberger. Un premier bibliothécaire est nommé en 1659 en la personne de Jonathan Le Clercq.
Un jardin botanique est créé en 1678 à la demande de Frédéric-Guillaume Ier de Brandebourg, à l'ouest du bâtiment. Bernhard Albinus installe en 1684 au rez-de-chaussée un théâtre anatomique. Après les dommages subis par la guerre de Trente Ans et des défauts d'entretien, l'édifice manque de s'effondrer en 1690. Il est restauré de fond en comble entre 1693 et 1694, surélevé d'un étage et agrémenté d'un fronton à pignon. Une Vierge à l'Enfant sur un croissant de lune est placée au-dessus de l'entrée et l'on peut lire dans le cartouche selon Isaïe 49, 22:
Avec celle de l'université de Königsberg, la bibliothèque de l'université du Brandebourg est l'une des plus importantes de royaume de Prusse. En juin 1811, l'université est transférée à Breslau; la bibliothèque elle est transférée avec ses vingt-huit mille volumes en août de la même année à Breslau. L'étage du milieu est alors loué à un confiseur du nom de Couriol qui y organise des bals costumés.
En 1815, le bâtiment appartenant jusqu'alors à l'État devient la propriété de la ville et il abrite dès lors un entrepôt de paille et de fourrage. Au dernier étage, on continue d'entreposer (depuis 1758) la bibliothèque de la Königliche Friedrichschule (École royale Frédéric). 
En 1822, l'édifice est restauré afin d'accueillir une école, tandis qu'un entrepôt militaire de fourrage est construit à proximité. L'école est inaugurée en 1824. Celle-ci déménage en 1911 dans un autre bâtiment de la Wieckestraße. De 1914 à 1945, l'ancien collège universitaire sert d'école populaire (Volksschule) (du nom de Georgenschule). L'édifice est fortement endommagé par la guerre en 1945 et sert d'abri aux familles de déplacés de l'Est de l'Allemagne fuyant l'avancée de l'Armée rouge. Ensuite, il est inutilisé. Il est question en 1953 d'en faire un club de jeunesse (ce qui était devenu obligatoire dans toutes les villes d'Allemagne de l'Est) et aussi de le protéger comme bâtiment du patrimoine, mais c'est sans succès. L'édifice, qui menaçait ruine, est démoli le 20 décembre 1962 à deux heures de l'après-midi. Il laisse la place à des habitations d'État à loyer modéré.
Aujourd'hui seul le nom de la rue, An der alten Universität, rappelle l'ancienne université, ainsi qu'un mur avec des bas-reliefs rescapés de l'université.

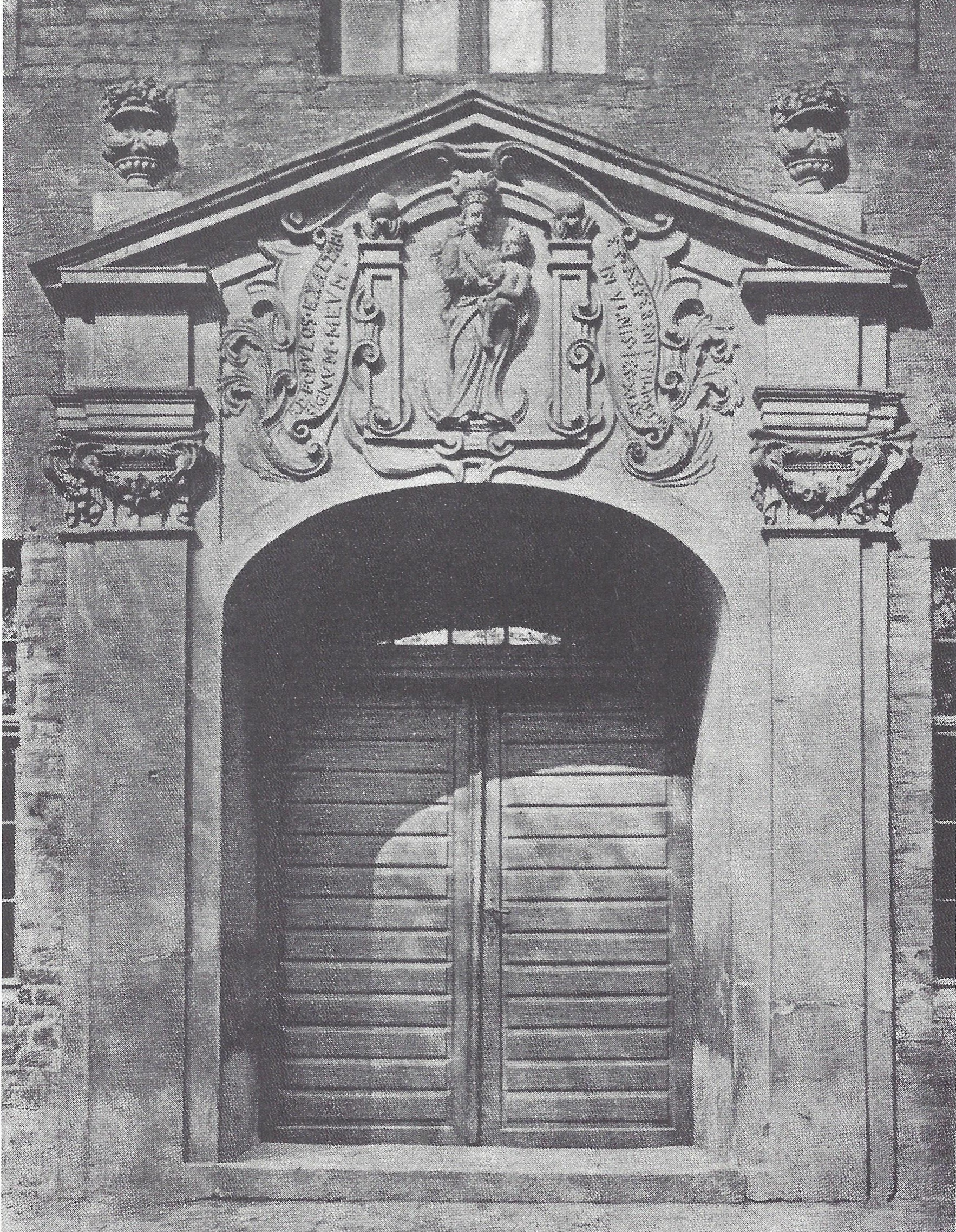
Entrée
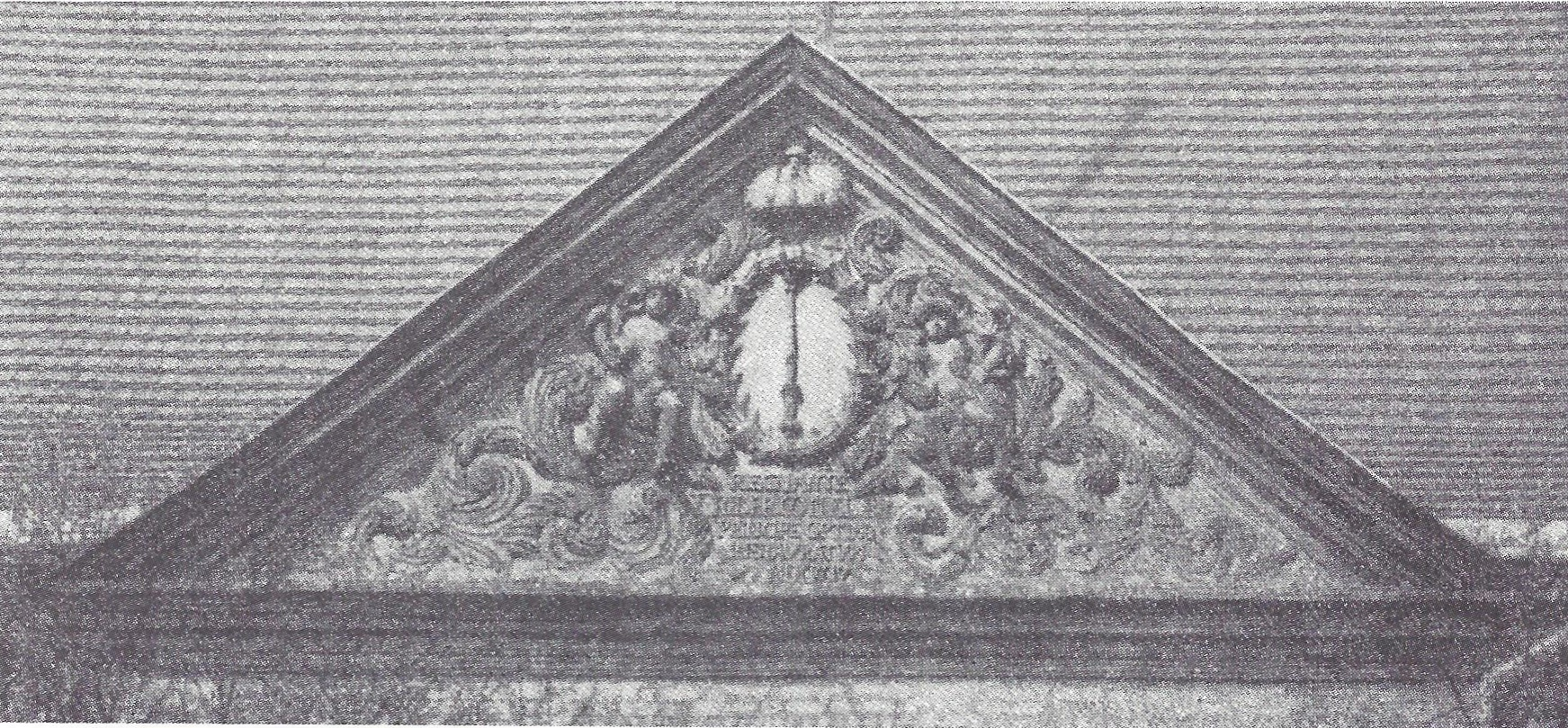
Fronton
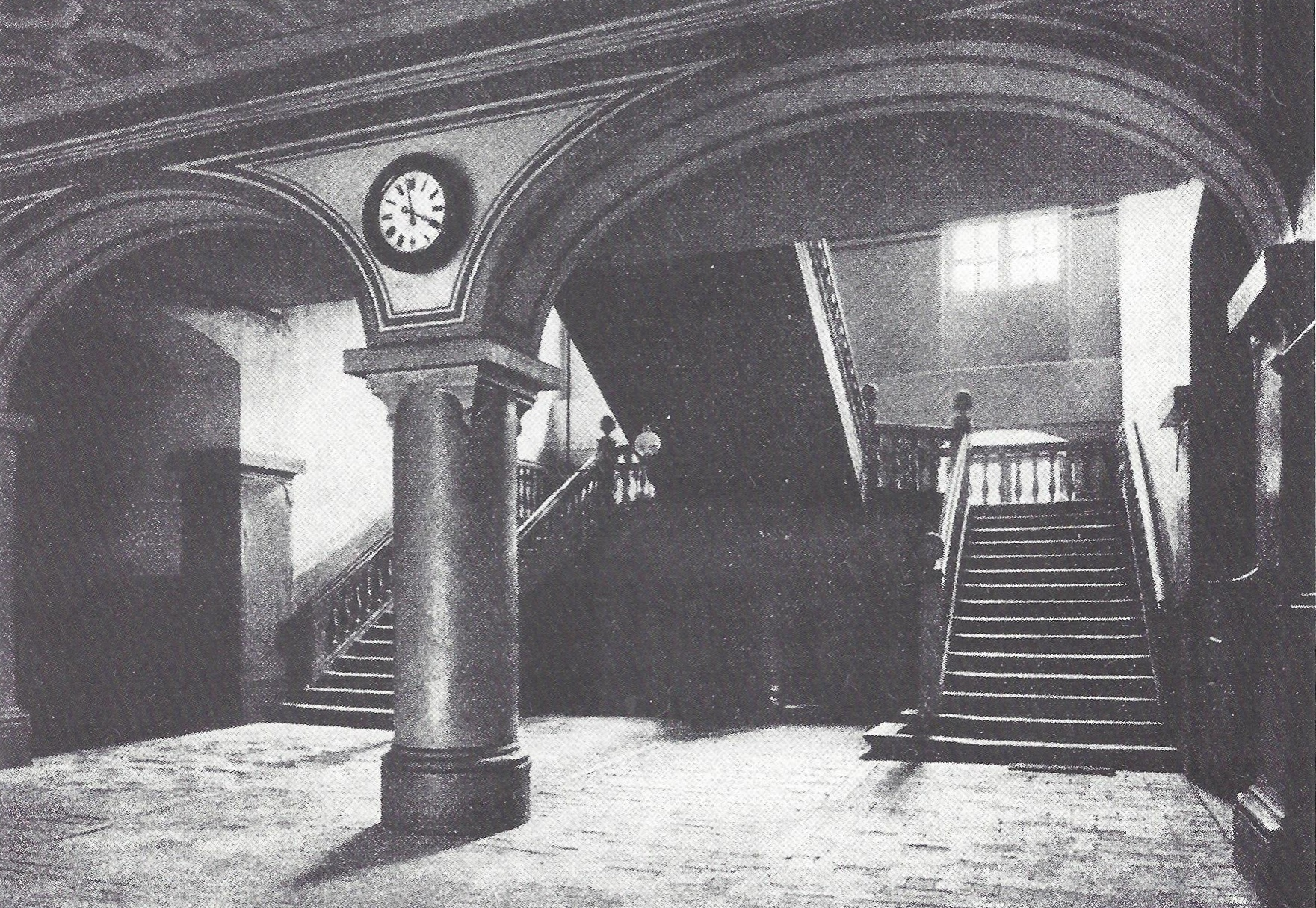
Escalier

## Recteurs

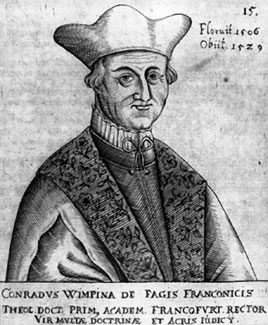
Le premier recteur Konrad Wimpina.

Entre 1506 et 1811, l'université a été dirigée par plus de deux cent-cinquante pro-recteurs (puisque le recteur en titre était le souverain). Plusieurs professeurs ont été pro-recteurs plusieurs fois. De 1509 à 1749, cette position était tenue seulement un semestre
- Konrad Koch (Wimpina) (de) (1460–1531) pro-recteur fondateur
- Johann Blankenfeld (1471–1527)
- Gregor Günther (de)
- Ludolph Schrader (de) (1531–1589)
- Johann Knobloch (de) (1520–1599)
- Erdmann Kopernikus (de) († 1573)
- Henri Venceslas d'Œls-Bernstadt (1592–1639)  1608
- Conrad Bergius (de) (1592–1642) 1629
- Johann Brunnemann (de) (1608–1672) 1638, 1649, 1655, 1669
- Arnold Wesenfeld (de) (1664–1727)
- Johann Lorenz Fleischer (de) (1689–1749) 1745
- Johann Samuel Friedrich von Böhmer (de) (1704–1772) 1759, 1769
- Christian Ernst Wünsch (de) (1744–1828) 1792, 1803 et 1811, dernier recteur

## Personnalités

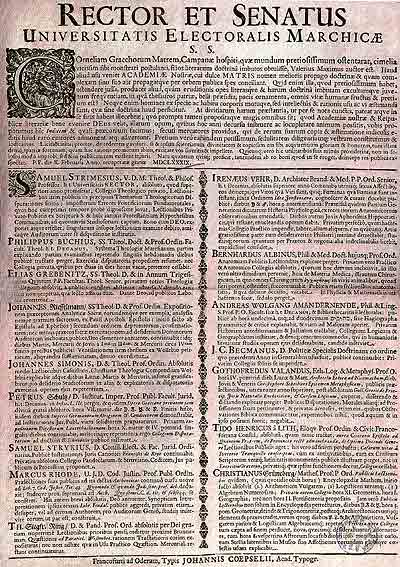
Programme des cours de l'année 1689.

Johann Tetzel reçoit sa thèse en 1518 de la Viadrina. Elle traitait de 106 antithèses contre les 95 thèses de Luther. En 1668, Matthäus Gottfried Purmann (de) a réalisé la première transfusion de sang sur le sol allemand d'un agneau à l'homme avec succès.

### Professeurs
- Alexander Alesius (1500-1565), théologien.

### Étudiants
Avant son remplacement par l'université de Breslau, cinquante cinq mille étudiants sont passés par l'Alma Mater Viadrina. Parmi les plus connus:
- Hermann Trebelius (de), poète et imprimeur
- Ulrich von Hutten (1488–1523), humaniste
- Thomas Müntzer († 1525), théologien
- Jodocus Willich (1501–1552), médecin et philologue
- Carl Philipp Emanuel Bach (1714–1788), compositeur (faculté de droit)
- Ludwig von Pfuel (de) (1718–1789), général major
- Johann Gottlieb Walter (1734–1818), anatomiste
- Wilhelm von Humboldt (1767–1836), érudit et homme d'État (faculté de droit)
- Alexander von Humboldt (1769–1859), naturaliste (faculté de droit)
- Heinrich von Kleist (1777–1811), poète et dramaturge (sciences naturelles).

## Corporations étudiantes

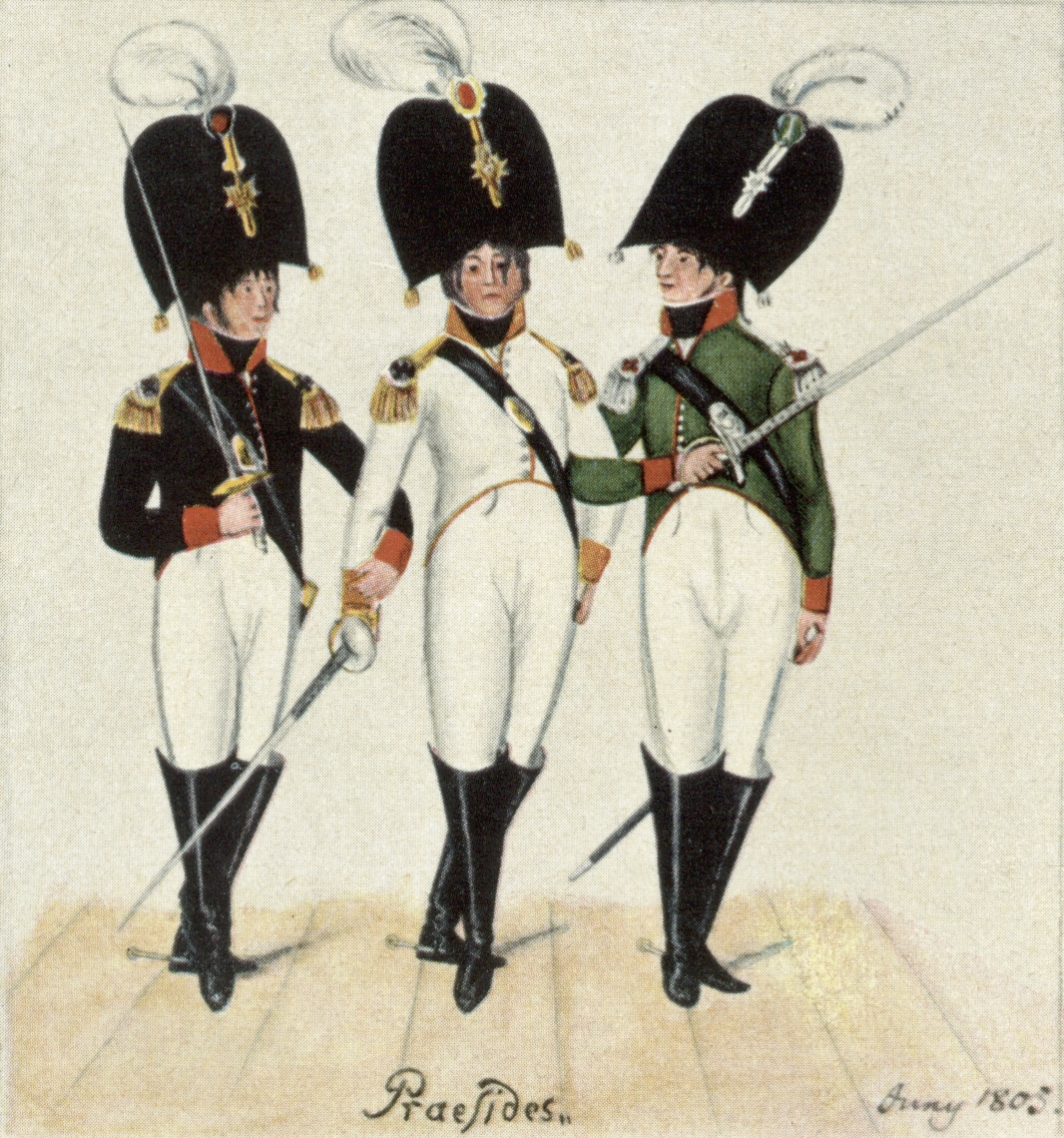
Étudiants de corporations de Francfort-sur-l'Oder : un Silésien, un Brandebourgeois et un Prussien (1805)

Les étudiants étaient tous enregistrés dans des corporations ou unions étudiantes (Kränzchen en allemand) et devaient porter un uniforme de leur province ou État d'origine. Le 16 février 1798, les corporations étudiantes de Francfort-sur-l'Oder fondent pour la première fois dans un État germanophone un Senorien-Convent.  Son règlement (SC-Comment) est le plus ancien.

## Étudiants juifs
Au début, comme dans une majorité d'universités européennes, les juifs ne sont pas admis à étudier à l'université. Lorsque l'électeur Jean-Sigismond se convertit du luthéranisme au calvinisme en 1613, il s'efforce de faire de l'université de Francfort-sur-l'Oder une université à tendance calviniste. Le professeur Johann Christoph Bekmann (de) est invité à l'université de Leyde qui est ouverte aux juifs et suit l'enseignement à Amsterdam du rabbin Jacob Abendana d'« études talmudiques et de langue arabe ». Le 29 avril 1678, l'électeur Frédéric-Guillaume Ier de Brandebourg octroie pour la première fois à deux juifs, un certain Gabriel Moschowitz  et un certain Tobias Moschowitz, le droit d'étudier à l'université de Francfort-sur-l'Oder. Ils reçoivent plus tard leur grade de l'université de Padoue. Tobias Moschowitz deviendra médecin à la cour du sultan de Constantinople. Le premier juif à être promu docteur de l'université est Moïse Salomon Gumpertz le 15 octobre 1721; il avait étudié auparavant à l'université Charles de Prague. Jusqu'en 1794, vingt-neuf juifs reçurent leur doctorat de médecine, dont Marcus Elieser Bloch. Le dernier juif inscrit (le 28 septembre 1810) est un certain Wilhelm Salomon Hirsch. En tout ce furent cent quarante juifs qui étudièrent à l'université brandebourgeoise de Francfort, dont la majorité venait de Pologne et certains de Prague et de ses environs, mais aussi d'Amsterdam et même un de Londres.

## Fermeture

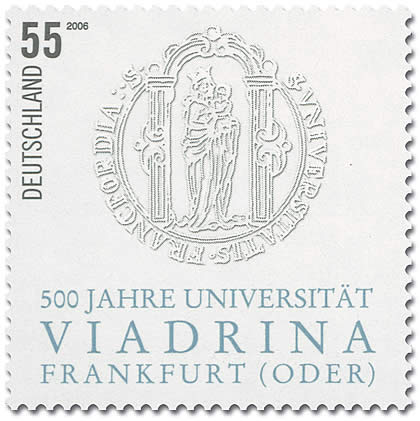
Timbre allemand de 2006 marquant les cinq cents ans de l'université.

Après le traité de Tilsitt de 1807, une réforme de l'enseignement et des universités est mise en place. Des universités de tendance piétiste sont fermées par Napoléon comme l'université de Halle après la bataille d'Iéna. À leur place on ouvre l'université Frédéric-Guillaume de Berlin. Le royaume de Prusse ferme l'université brandebourgeoise de Francfort en août 1811 et la réunit avec l'université de Breslau Leopoldina devenue université silésienne Frédéric-Guillaume. Beaucoup de professeurs s'installent à la nouvelle université de Breslau, d'autres se rendent à celle de Berlin.
En souvenir des quatre cents ans de sa fondation, la ville de Francfort-sur-l'Oder organise des festivités en 1906,,. En juillet 1991, la nouvelle université Viadrina ouvre ses portes.

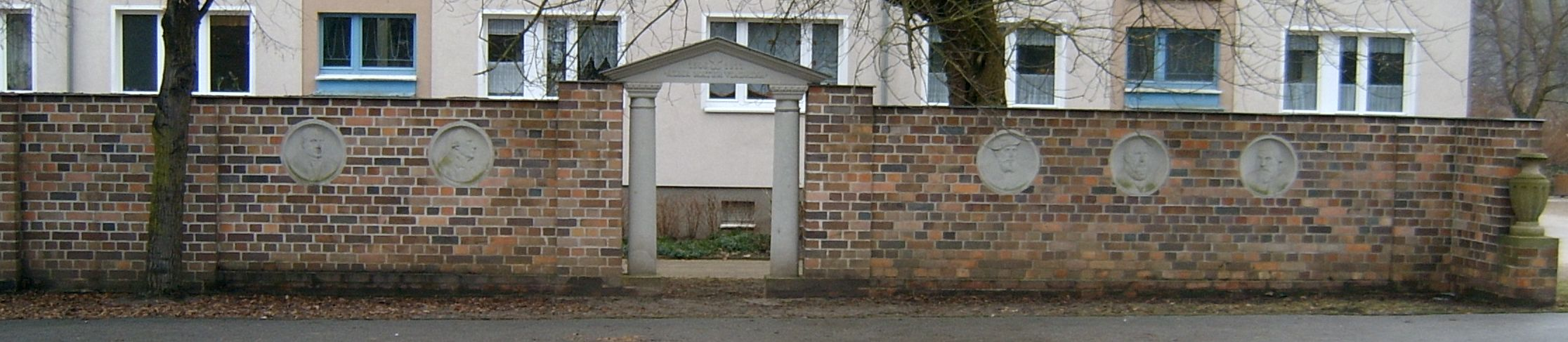
Mur avec des bas-reliefs de l'ancienne université de Francfort-sur-l'Oder An der alten Universität

## Source de la traduction
- (de) Cet article est partiellement ou en totalité issu de l’article de Wikipédia en allemand intitulé « Brandenburgische Universität Frankfurt » (voir la liste des auteurs).